# Noyant-la-Gravoyère
Noyant-la-Gravoyère korábbi község Franciaország Loire mente régiójában, Maine-et-Loire megyében. 2016. december 15-én tizennégy másik korábbi községgel egyesült és Segré-en-Anjou Bleu új község része lett.
Lakosainak száma 1834 fő (2018. január 1.). Noyant-la-Gravoyère Bouillé-Ménard, Le Bourg-d’Iré, Châtelais, Combrée és Nyoiseau községekkel határos.

## Népesség
A település népességének változása:
| Lakosok száma | 1932 | 1874 | 1963 | 1813 | 1761 | 1824 | 1871 | 1894 | 1849 | 1834 |
|               | 1968 | 1975 | 1982 | 1990 | 1999 | 2011 | 2013 | 2015 | 2017 | 2018 |